# Macaé (microregio)
Macaé is een van de 18 microregio's van de Braziliaanse deelstaat Rio de Janeiro. Zij ligt in de mesoregio Norte Fluminense en grenst aan de microregio's Campos dos Goytacazes, Santa Maria Madalena, Nova Friburgo en Bacia de São João. De microregio heeft een oppervlakte van ca. 2.586 km². In 2005 werd het inwoneraantal geschat op 201.937.
Vier gemeenten behoren tot deze microregio:
- Carapebus
- Conceição de Macabu
- Macaé
- Quissamã

Mesoregio's: Baixadas Litorâneas · Centro Fluminense · Metropolitana do Rio de Janeiro · Noroeste Fluminense · Norte Fluminense · Sul Fluminense

Microregio's: Bacia de São João · Baía da Ilha Grande · Barra do Piraí · Campos dos Goytacazes · Cantagalo-Cordeiro · Itaguaí · Itaperuna · Lagos · Macacu-Caceribu · Macaé · Nova Friburgo · Rio de Janeiro · Santa Maria Madalena · Santo Antônio de Pádua · Serrana · Três Rios · Vale do Paraíba Fluminense · Vassouras